# Clan Sō
Il clan Sō (宗氏?, Sō-shi) fu un clan di samurai del Giappone medievale dell'isola di Tsushima discendenti di Taira no Tomomori.

## Storia
Gli storici ritengono che il clan Sō sia stato una propaggine del clan Koremune  (惟宗氏?), che servirono come funzionari locali della provincia di Dazaifu e Tsushima. La prima prova dell'esistenza del clan Sō risale all'XI° secolo. Il clan Koremune fu inizialmente governatore di Tsushima e ricevette tale carica nel 1246, quando il clan Abiru, funzionari del distretto locale (zaichōkanjin) a Tsushima, si ribellarono contro il Chinzei Bugyō e il governo di Dazaifu che governavano tutto il Kyūshū e le regioni circostanti per conto dello shogunato Kamakura. Il governo di Dazaifu ordinò a Koremune Shigehisa di fermare la ribellione e di distruggere il clan Abiru. Fu ricompensato per la sua vittoria con l'incarico di Jito (amministratore locale), dal clan Shōni, shugo (governatori) di Tsushima.
I Koremune estesero la loro influenza su Tsushima nel corso del periodo Kamakura, agendo da deputati degli Shōni. Quando i mongoli invasero il Giappone nel 1274, il capo del clan Sō, Sō Sukekuni combatté contro gli invasori e morì a Tsushima. Il clan Sō combatté per il clan Shōni e per la corte settentrionale degli Ashikaga durante il periodo Nanboku-chō (1336-1392), e conquistò una parte della provincia di Chikuzen. Imagawa Ryōshun divenne Chinzei Tandai (capo del governo di Dazaifu) poco dopo, e il clan Imagawa divenne shugo di Tsushima. Quando Imagawa Ryōshun fu destituito dal suo incarico nel 1395, Sō Sumishige divenne shugo di Tsushima.
Sebbene detenessero la carica ereditaria di shugo di Tsushima, il clan rimase vassallo degli Shōni fino alla fine del XV° secolo. Nel corso della scissione dal clan Shōni, il clan Sō iniziò a sostenere che essi discendevano da un nipote di Taira no Tomomori, ossia da Taira no Tomomune. Il clan Sō spostò la sua base dal Kyūshū settentrionale a Tsushima verso il 1408. Sebbene faticasse a mantenere il suo territorio a Chikuzen nel Kyūshū, il clan fu infine liberato da quella regione dal clan Ōuchi nella metà del XV° secolo.
Dal 1430 al 1550 il clan lavorò per l'indipendenza, e i suoi obiettivi erano di ottenere il controllo reale di Tsushima e di stabilire relazioni amichevoli con la dinastia Joseon Coreana. Il primo di questi obiettivi fu raggiunto attraverso un'inversione di ruoli in cui gli Shōni si affidarono ai Sō per l'aiuto militare contro gli Ōuchi. Sō Sadamori e suo fratello minore Sō Morikuni contribuirono a sconfiggere gli Ōuchi più di dieci volte, intensificando la relazione del loro clan con i commercianti e mercanti di Hakata, uno dei principali porti di Kyūshū.
Essendo Tsushima un'isola montuosa, il clan Sō faceva molto affidamento sul commercio con la Corea. Fortunatamente condivise interessi reciproci con la dinastia Joseon. Nel 1443, il daimyō di Tsushima, Sō Sadamori, propose il trattato di Gyehae. Il numero di navi commerciali da Tsushima alla Corea fu deciso da questo trattato, e il clan Sō monopolizzò il commercio con la Corea. Ai Sō fu richiesto di ridurre notevolmente il numero di attacchi dei pirati Wakō contro la Corea, e in cambio gli sarebbe stato dato un monopolio virtuale sul commercio giapponese con i loro vicini. Questo in seguito portò all'emergere del clan Sō come uno dei maggiori clan in Giappone, la cui ricchezza e il potere commerciale poteva più che compensare il loro piccolo territorio.
Assieme al clan Shōni, i cui capi clan operavano regolarmente sotto la guida del clan Sō, i Sō combatterono gli Ōuchi numerose volte durante il periodo Sengoku (1467-1600), e più tardi anche con i clan Mōri e clan Ōtomo; il clan perse e riguadagnò il proprio territorio nella provincia di Chikuzen su Kyūshū molte volte nel corso del periodo. Alla fine, dopo la caduta degli Shōni, segnata dalla sconfitta del 1559 di Shōni Fuyuhisa per mano di Ryūzōji Takanobu, le aspirazioni territoriali del clan del Sō su Kyūshū finirono definitivamente.
Dopo un periodo di maggiore predazione da parte dei pirati wakō, il "Trattato di Tenbun" di Joseon-Giappone del 1547 limitò il commercio al porto di Joseon di Pusan e limitò il commercio di clan Sō a 20 navi all'anno.
Il clan Sō si sottomise a Toyotomi Hideyoshi nel 1587 e fornì truppe per le invasioni giapponesi della Corea (1592-1598). Al termine della guerra, tuttavia, il clan si incaricò di ripristinare i rapporti con la Corea, inviando un certo numero di messaggeri con il pretesto di essere inviati ufficiali dello Shogunato. Nel fare ciò il clan cercò di migliorare la propria posizione sia con lo shogunato che con la Corea. Esistono prove che il clan Sō alterava i documenti ufficiali di entrambi per migliorare la propria posizione in ambedue le direzioni.
I Sō non parteciparono alla battaglia di Sekigahara nel 1600. Dopo la vittoria di Tokugawa Ieyasu il clan Sō fu autorizzato a continuare a governare su Tsushima. Tsushima e l'area attorno a Tashiro nella provincia di Hizen furono inclusi nel feudo del clan valutato 100.000 koku per la sua importanza diplomatica ed economica, sebbene la sua produzione agricola fosse in realtà inferiore a 30.000 koku all'anno. Dopo che il clan riuscì a riprendere le relazioni diplomatiche con la Corea, lo shogunato Tokugawa gli affidò il ruolo di intermediatore per negoziati diplomatici e scambi commerciali.
Un grave incidente, noto come incidente Yanagawa ebbe luogo nel 1634, quando lo shogunato scoprì che il clan Yanagawa, i principali servitore dei Sô, aveva falsificato diversi documenti diplomatici decenni prima; sebbene fosse chiaro che i Sô erano complici nel redigere questi documenti che pretendevano di parlare a nome dello shogunato senza l'approvazione dello shogunato stesso, solo gli Yanagawa furono puniti, probabilmente a causa dell'importanza del clan Sô per il mantenimento degli scambi e delle relazioni diplomatiche con la Corea.
Dopo l'abolizione del sistema han l'ultimo capo del clan, Sō Shigemasa (Yoshiaki), divenne governatore della prefettura di Izuhara.

## Lista capi del clan
1. Sō Shigehisa (重尚)(1245–1262) - combatté contro il clan Abiru/Ahiru (阿比留在庁) e divenne shugo di Tsushima.
2. Sō Sukekuni (助國) (1262–1274) - combatté durante l'invasione mongola del Giappone e morì nel 1274.
3. Sō Moriakira (盛明) (1274–1302)
4. Sō Morikuni (盛國) (1302–1349)
5. Sō Tsuneshige(經茂) (1349–1366)
6. Sō Sumishige (澄茂) (1366–1370)
7. Sō Yorishige (頼茂) (1370–1402)
8. Sō Sadashige (貞茂) (1402–1419)
9. Sō Sadamori (貞盛) (1419–1452) - combatté contro la flotta navale di Yi Jong Mu durante l'invasione Ōei e iniziò relazioni con la dinastia Joseon.
10. Sō Shigemoto (成職) (1452–1468) - ebbe il titolo di "Governatore di Tsushima" dalla corte Joseon nel 1461.
11. Sō Sadakuni (貞國) (1468–1492)
12. Sō Kimori (材盛) (1492–1505)
13. Sō Yoshimori (義盛) (1505–1520) - il clan Sō supportò una rivolta di commercianti contro le regole imposte della Joseon, rivolta nota come "Sanpo no ran" (三浦の乱), rivolta dei tre porti.
14. Sō Morinaga (盛長) (1520–1526)
15. Sō Masamori (将盛) (1526–1539)
16. Sō Haruyasu (晴康) (1539–1553)
17. Sō Yoshishige (義調) (1553–1566)
18. Sō Shigehisa (茂尚) (1566–1569)
19. Sō Yoshizumi (義純) (1569–1579)
20. Sō Terukage (昭景)(1579–1589) - si sottomise a Toyotomi Hideyoshi in 1587.
21. Sō Yoshishige (義調) (1589–1592)
22. Sō Yoshitoshi (義智) (1592–1615) - daimyō sotto il comando di Konishi Yukinaga durante le invasioni giapponesi della Corea (1592-1598).	.
23. Sō Yoshinari (義成) (1615–1657)[7]
24. Sō Yoshizane (義真) (1657–1692)
25. Sō Yoshitsugu (義倫) (1692–1694)
26. Sō Yoshimichi (義方) (1694–1718)
27. Sō Yoshinobu (義誠) (1718–1730)
28. Sō Michihiro (方熙) (1730–1732)
29. Sō Yoshiyuki (義如) (1732–1752)
30. Sō Yoshishige (義蕃) (1752–1762)
31. Sō Yoshinaga (義暢) (1762–1778)
32. Sō Yoshikatsu (義功) (1778–1785)
33. Sō Yoshikatsu (義功) (1785–1812)
34. Sō Yoshitada (義質) (1812–1838)
35. Sō Yoshiaya (義章) (1838–1842)
36. Sō Yoshinori (義和) (1842–1862)
37. Sō Yoshiaki (義達) (1862–1872)
38. Sō Shigemochi (重望) (1872–1923) - primo conte di Tsushima.
39. Sō Takeyuki (武志) (1923–1985) - adottato dal clan Kuroda; fu sposato alla principessa coreana Deokhye, dal 1931 al 1953.
40. Sō Tatsuhito (立人) - capo corrente del clan, figlio di Takeyuki e della sua seconda moglie Yoshie Katsumura.